# Giorgi Kwinitadse

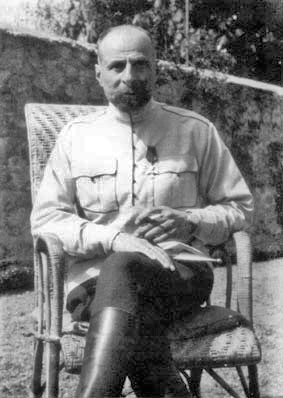
Giorgi Kwinitadse

Giorgi Kwinitadse (georgisch გიორგი კვინიტაძე; gebürtig Giorgi Tschikowani georgisch გიორგი ჩიქოვანი; * 21. August 1874 in Dagestan; † 7. August 1970 in Chatou, Frankreich) war ein georgischer General und Politiker. Er diente bis 1917 in der russischen Armee. 1917 war er stellvertretender Kriegsminister des Besonderen Transkaukasischen Komitees. 1921 kommandierte er die Streitkräfte der Demokratischen Republik Georgien gegen die Invasion der Roten Armee.

## Leben
1884 trat er in die Tifliser Kadettenanstalt der russischen Armee ein, studierte später an der St.-Konstantin-Infanterieschule in Sankt Petersburg. Anschließend wurde er in Wladikawkas und Polen stationiert. 1904 und 1905 kämpfte er im Russisch-Japanischen Krieg. 1910 absolvierte er ein Studium an der Generalstabs-Akademie und wurde als Hauptmann in das Hauptquartier des Kaukasischen Militärbezirks versetzt. 1916 wurde er zum Oberst befördert und zum Stabschef der 4. Kaukasischen Infanteriedivision ernannt.
1917 wurde er Generalmajor und stellvertretender Kriegsminister des Besonderen Transkaukasischen Komitees (russisch Osobyi Zakavkazskii Komitet), das nach dem Zusammenbruch der russischen Monarchie in Georgien, Aserbaidschan und Armenien für Ordnung sorgen sollte. Wegen eines Konflikts mit den menschewistischen Sozialdemokraten Georgiens trat Anfang 1918 von seinem Amt zurück.
Ende 1918 wurde er für die neugegründeten georgischen Streitkräfte reaktiviert. Im Grenzkonflikt mit Armenien im Dezember desselben Jahres übernahm er die Aufgabe des Stabschefs. 1919 führte er eine georgische Division, die einen pantürkischen Aufstand in der Provinz Achalziche niederschlug und am 20. April 1919 das türkisch besetzte Artvin zurückeroberte. Im selben Jahr gründete er die Tifliser Militärschule.
Am 3. Mai 1920 vereitelte Kwinitadse den Versuch einheimischer Bolschewiki, die Militärschule zu erobern. Er wurde anschließend zum Oberbefehlshaber der georgischen Streitkräfte ernannt und warf im selben Monat Stoßtrupps der Roten Armee zurück, die versuchten, von Aserbaidschan aus über die Rote Brücke auf georgisches Staatsgebiet vorzudringen. Nach der sowjetrussischen Invasion Georgiens am 11. Februar 1921, kommandierte er die Abwehrschlacht um Tiflis. Nach der Niederlage der einheimischen Streitkräfte zog er sich mit der georgischen Regierung nach Kutaissi, später nach Batumi zurück und ging mit ihr am 17. März außer Landes.
Er lebte 49 Jahre im Exil in Frankreich, starb in Chatou und wurde auf dem örtlichen Cimetière des Landes begraben.
Kwinitadse war ab 1911 mit Mariam Makaschwili (1889–1960) verheiratet und hatte drei Töchter: Ida, Tamara und Nino. Seine Enkeltochter, die Tochter Nino Kwinitadses, ist die britische Schauspielerin Maryam d’Abo.

## Schriften
- Moj vospominanija v gody nesavisimosti 1917–1921. YMCA-Press, Paris 1985